# Lingig
Lingig ist eine philippinische Stadtgemeinde in der Provinz Surigao del Sur. Sie hat 31.485 Einwohner (Zensus 1. August 2015).

## Baranggays
Lingig ist politisch in 18 Baranggays unterteilt.
| - Anibongan - Barcelona - Bogak - Bongan - Handamayan - Mahayahay - Mandus - Mansa-ilao - Pagtila-an | - Palo Alto - Poblacion - Rajah Cabungso-an - Sabang - Salvacion - San Roque - Tagpoporan - Union - Valencia |